# Еде (Нідерланди)
Еде (uitspraakⓘ; Нижньосаксонська: Ee) — місто середнього розміру в голландській провінції Гелдерланд, розташоване на західному схилі Велюве та в південній долині Гелдерзе. Це також столиця однойменного муніципалітету. Місце Еде має 76.750 жителів (2021).
Еде відомий битвою під Арнемом. У Другій світовій війні це місце відіграло важливу роль через висадку повітряного десанту союзних військ у вересні 1944 року в рамках операції «Маркет Гарден». Щороку повітряні посадки на Гінкельсе Хайде приваблюють до Еде тисячі відвідувачів.

## Історія
Історія Еде тісно пов'язана з маєтком Кернхем. З 12-го по 14-е століття графи Гульдери будували різні укріплення вздовж кордону з Sticht Utrecht. Одним із них був замок Кернем. У 1426 році Удо де Бузе (також написаний як Udo den Boese) був призначений сеньйором Кернгема тодішнім герцогом Гульдерів Арнольдом ван Егмонтом. Після того, як володіння стали спадковими, Кернем перейшов до рук сімей Ван Арнем, Ван Вассенаєр Обдам, а пізніше Ван Гекерен ван Вассенаєр і Бентінк. З цих родин походять різні режисери з минулого Еде.

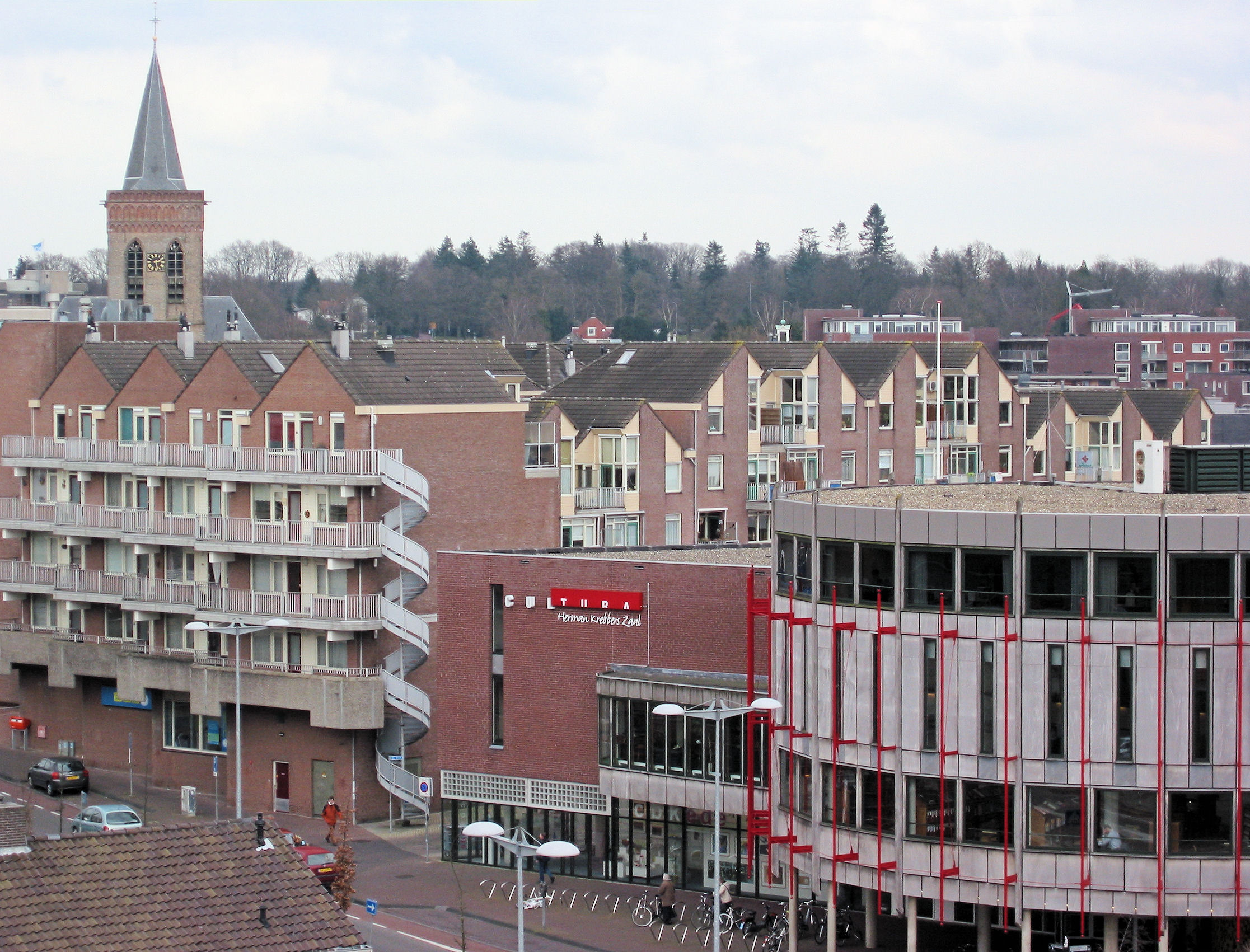
Вид на центр Еде з млина Конкордія

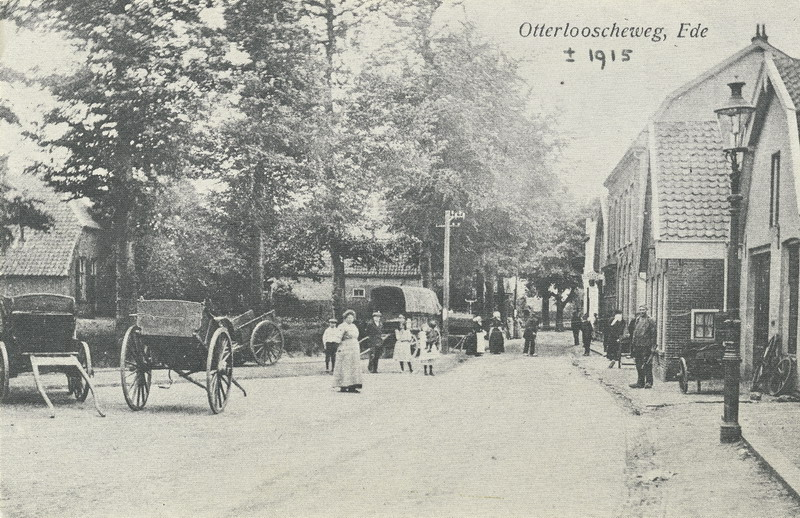
Otterloseweg Ede приблизно 1915 р

## Населені пункти муніципалітету
Міста
- Еде
- Люнтерен

Села
- Беннеком
- Векером
- Гарскамп
- Гундерло
- Де-Кломп
- Едервен
- Оттерло

Селища
- Делен

## Економіка
Деякі з найбільших компаній в Еде та навколо нього:
- Всесвітня штаб-квартира виробника органів Йоганнуса та Всесвітньої органної групи (Global Organ Group).

## Культура

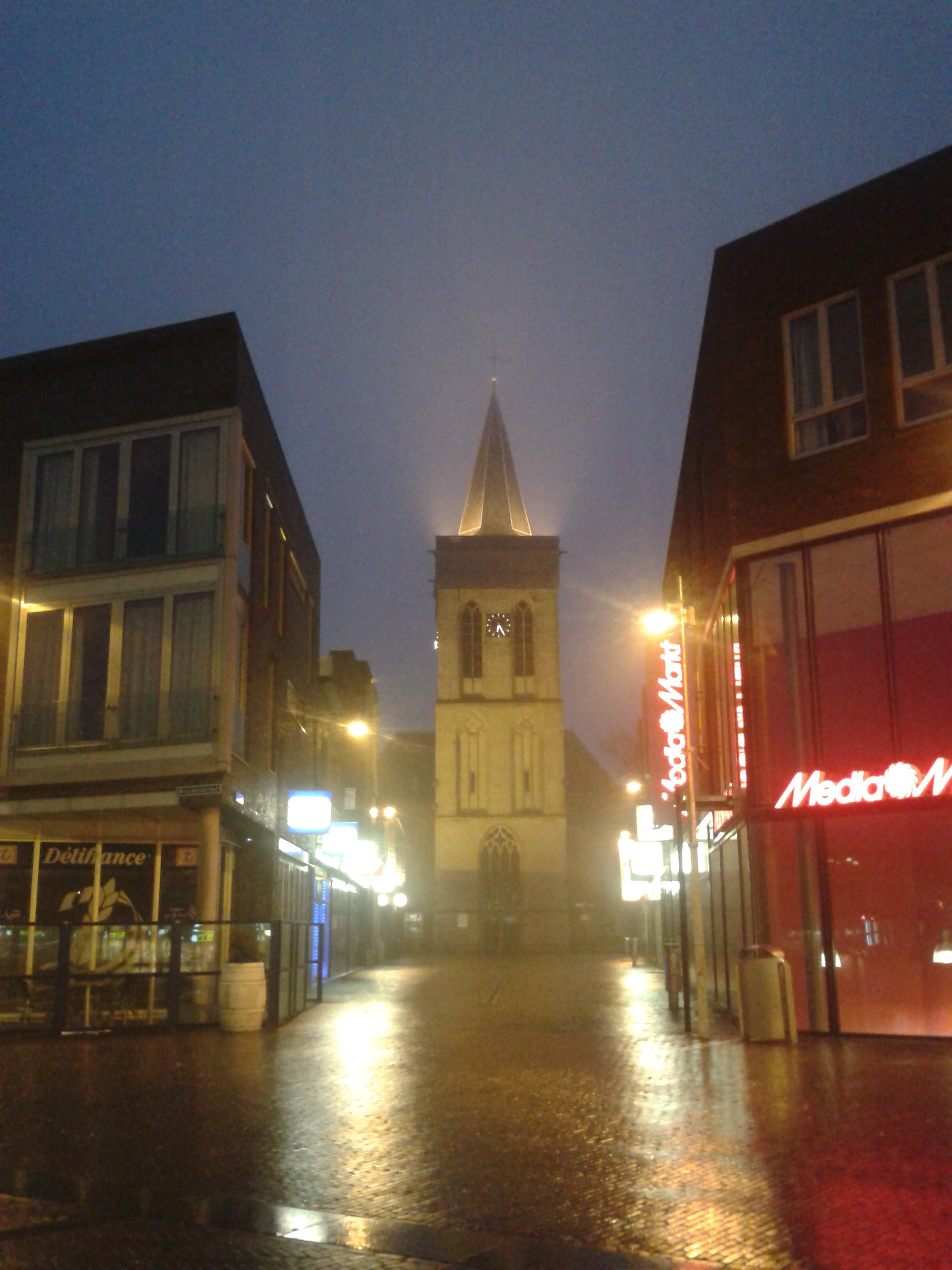
Вежа Старої церкви

Кілька важливих культурних місць і конференц-центрів в Еде:
- Cultura, культурний центр із публічною бібліотекою, пунктом видачі творів мистецтва та музеєм Германа Кребберса
- Астрант, естрадна сцена, концертний зал і творче плем'я
- Pathé Ede, інформаційно-розважальний центр, побудований у шумозахисному бар'єрі вздовж A12 (колишній CineMec)
- De Reehorst, театр і конференц-центр
- Концертний зал Edesche
- Акустичний
- Театр просто неба
- SEC, Drama Productions
- Белмонт
- Німак

## Спорт
Два найбільші спортивні комплекси в Еде — Peppelensteeg/Inschoten і Hoekelumse Eng. Перше місце посідають футбольні поля, а також басейн De Peppel і спортивний зал De Peppel. На Hoekelumse Eng є легкоатлетична доріжка, а також футбольні та бейсбольні поля. Іншими важливими спортивними місцями є хокейні поля на Босранді в Еде-Норді та Ван дер Кнаафал на Зандлаані в Еде-Півдні, де грають у волейбол першої ліги.